# Twan Mrat Naing
Twan Mrat Naing (en birman : ထွန်းမြတ်နိုင် ; également translittéré Tun Myat Naing), né le 7 novembre 1978 à Akyab (aujourd’hui Sittwe), dans l’État de Rakhine, est un insurgé arakanais et le commandant en chef de l’Armée d’Arakan, un groupe armé ethno-nationaliste opérant principalement dans l’État de Rakhine, au Myanmar,,.
Il dirige l’Armée d’Arakan depuis sa création en 2009, avec le grade de général de division. Issu de l’ethnie rakhine, il réside à Laiza, dans l’État Kachin, où se trouve le quartier général temporaire de l’organisation.

## Biographie
Naing est né le 7 novembre 1978 à Sittwe, capitale de l’État de Rakhine, au Myanmar (Birmanie).

### Carrière
Il a exercé la profession de guide touristique à Rangoun (actuelle Yangon). En 1998, il envisagea de rejoindre le Parti national uni d’Arakan, mais le général de ce mouvement fut tué au cours d’un affrontement. Par la suite, il retourna dans l’État de Rakhine, où il a poursuivi ses études à l’Université technologique de Sittwe.
En 2004, il s'associa à Nyo Twan Awng (également connu sous le nom de Zaw Myo Thet), un chirurgien devenu par la suite vice-commandant en chef de l’Armée d'Arakan. En 2009, ils cofondèrent cette organisation armée. Dans le cadre d’activités liées à l’extraction de jade dans l’État Kachin, il recruta des Arakanais bouddhistes mécontents, qu’il rallia à la cause du mouvement. Il faisait partie des vingt-six fondateurs de l’Armée d'Arakan, laquelle bénéficia, à ses débuts, du soutien de l’Armée d'Armée d’indépendance kachin (KIA).

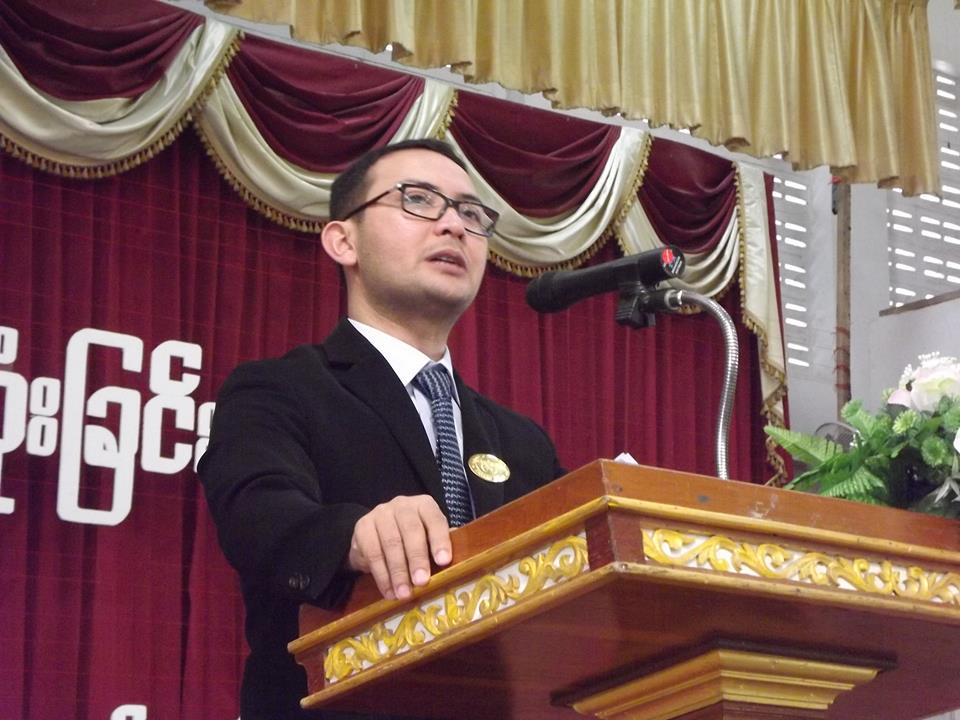
Twan Mrat Naing prononçant un discours en 2016

En juin 2022, les porte-parole militaires du Conseil administratif d'État ont accusé Twan Mrat Naing, en sa qualité de commandant de l’Armée d’Arakan, de tenir des propos jugés provocateurs, susceptibles d’attiser les tensions armées dans la région. La trêve informelle entre ladite armée et la junte prit fin à la suite d'un bombardement aérien des forces gouvernementales contre une position de l'Armée d'Arakan dans l'État Karen.
En septembre 2024, il fut annoncé que l’État de Rakhine serait désormais administré selon un système unitaire.

### Arrestation de membres de la famille
Le 10 juillet 2019, Aung Mrat Kyaw, frère cadet de Twan Mrat Naing, ainsi que cinq autres ressortissants arakanais, furent arrêtés par les autorités de Singapour puis expulsés vers le Myanmar, où ils furent appréhendés par les forces de sécurité locales peu après leur arrivée. Le ministère de l’Intérieur de Singapour déclara que ces individus avaient participé à des activités visant à organiser et à mobiliser des membres de la diaspora birmane dans la cité-État, en soutien à l’Armée d'Arakan et à sa branche politique, la Ligue unie d’Arakan,.
Le 18 octobre 2019, Moe Hnin Phyu, sœur cadette de Twan Mrat Naing, et son époux, Kyaw Naing, furent arrêtés à leur arrivée à l’Aéroport international de Yangon en provenance de Chiang Mai, en Thaïlande. Selon Zaw Htay, porte-parole du bureau du conseiller d’État, ils furent interrogés dans le cadre d’une enquête portant sur leurs liens présumés avec la saisie d’engins explosifs survenue à Mandalay.
Le 6 décembre 2019, l’épouse de Twan Mrat Naing, Hnin Zar Phyu, ainsi que leurs deux enfants, furent arrêtés par les services de l’immigration thaïlandaise à Chiang Mai, alors qu’elle s’y rendait pour prolonger son visa. Selon le bureau de l’immigration, cette interpellation faisait suite à l’inscription de son nom sur une liste transmise par le gouvernement du Myanmar, recensant des individus présumément affiliés à l’Armée d'Arakan.
Le 25 février 2020, après une période de détention, la famille obtint l’asile en Suisse, dans le cadre d’une procédure coordonnée par le Haut-Commissariat des Nations unies pour les réfugiés (HCR),.
Le 9 juin 2021, Aung Myat Kyaw, Moe Hnin Phyu et son époux furent remis en liberté, à la suite de l’abandon des charges qui pesaient contre eux. Cette décision intervint après la prise de pouvoir par le Tatmadaw (forces armées birmanes), survenue plus tôt dans l’année lors du coup d’État militaire de février 2021.

## Vie privée
Twan Mrat Naing est marié à Hnun Zar Phru, également connue sous le nom birman de Hnin Zar Phyu. Le couple a deux enfants : une fille, Saw Prae Shun, et un fils, Mrat Lurn Zan.
Son beau-père, San Kyaw Hla, est président du Parlement de l’État de Rakhine. Figure politique influente, il est membre du Parti national de l'Arakan (ANP).

## Controverses
Twan Mrat Naing a été critiqué pour avoir diffusé des propos considérés comme haineux envers la communauté Rohingya sur X (anciennement Twitter). Dans ses publications, il a utilisé le terme « Bengali Urdus » pour désigner ce groupe, en invoquant la charge historique de ce terme, tout en exprimant ouvertement du mépris à leur égard. Ses déclarations ont également soulevé des questions sur une possible collusion avec la Tatmadaw, l'armée du Myanmar, bien que ces allégations n'aient pas été vérifiées.
En outre, Twan Mrat Naing a été imputé de responsabilité dans les événements ayant conduit au massacre de Rohingyas survenu à Maungdaw les 5 et 6 août, où près de cent cinquante civils trouvèrent la mort. Ces allégations soulèvent de vives préoccupations quant à ses agissements et propos, lesquels auraient attisé les dissensions et les exactions dans cette contrée.
La Cour pénale internationale (CPI) mène actuellement des investigations sur des accusations de crimes de guerre imputés à l’Armée d’Arakan (AA) à l’encontre de la population Rohingya. Ces enquêtes visent à élucider des actes de violence ciblée, des discours incendiaires ainsi que des exactions qui auraient été commises par des membres de cette faction armée, particulièrement dans l’État de Rakhine, au Myanmar.